# Thali García

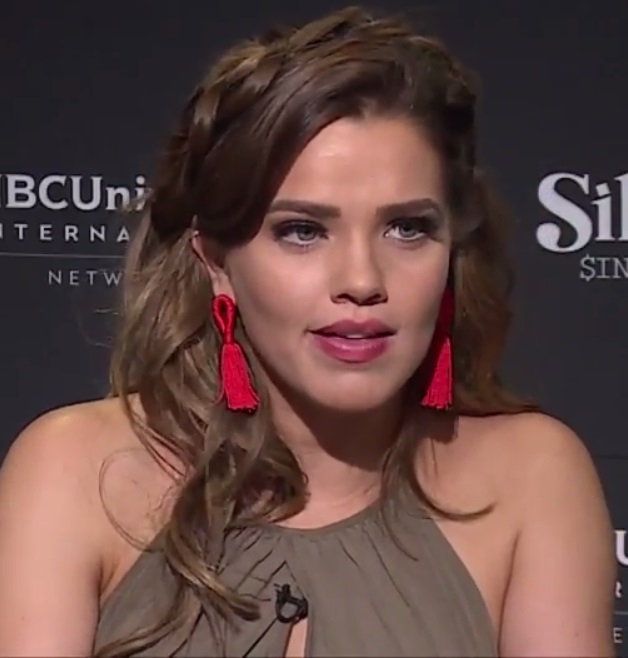
Thali García, 2018

Thali Alejandra García Arce (* 14. März 1990 in Guadalajara, Jalisco) ist eine mexikanische Schauspielerin, die in Hermosillo, Sonora, aufwuchs. Mit 17 Jahren zog sie von ihrer Heimatstadt Hermosillo in die Hauptstadt Mexiko um. In Mexiko war sie Moderatorin des von Nickelodeon Lateinamerika, einem privaten Fernsehkanal für Kinder, insbesondere für Zuschauer im Alter von 8 bis 15 Jahren ausgestrahlten Programms Nickers.

## Filmografie
Thali García hatte Rollen in verschiedenen Fernsehserien für Jugendliche wie z. B.:
- 2008–2009: Secretos del Alma (Telenovela)[4]
- 2011: Bienvenida realidad (Seifenoper)
- 2012–2013: Rosa Diamante (Seifenoper)[5]
- 2013: 11-11 En mi Cuadra Nada Cuadra (Telenovela)